# بور (فلم 2017)
بور (بالإنجليزية: Boar) هو فيلم رعب تم إنتاجه في أستراليا، صدر سنة 2017، من بطولة ناثان جونز وجون جارات وبيل موسيلي.

## القصة
يعيش حيوان ضخم ومذهل في الأراضي النائية الأسترالية وهو حيوان لا يعرف الرحمة؛ تقوده حاجته إلا إسالة الدماء والتدمير، فهو لا يهتم لكائٍن كان في سبيل حفاظه على أراضيه، ويردع كل ما يهدده بقوته الوحشية الغير مسبوقة.

## روابط خارجية
- مقالات تستعمل روابط فنية بلا صلة مع ويكي بيانات

بور على IMDb
بور على Rotten Tomatos